# Vườn quốc gia Teide

Vườn quốc gia Teide 3D

Vườn quốc gia Teide (Tây Ban Nha: Parque Nacional del Teide) là một vườn quốc gia nằm ở Tenerife thuộc quần đảo Canary, Tây Ban Nha. Đây là vườn quốc gia có trung tâm là núi Teide cao 3.718 m, là ngọn núi cao nhất của Tây Ban Nha và các đảo thuộc Đại Tây Dương (nó cũng là ngọn núi lửa lớn thứ ba trên thế giới). Khu vực được công nhận là vườn quốc gia vào ngày 22 tháng 5 năm 1954, khiến cho nó trở thành một trong những vườn quốc gia lâu đời nhất ở Tây Ban Nha. Đây cũng là vườn quốc gia lớn nhất ở Tây Ban Nha và là một phần quan trọng của quần đảo Canary. Một núi lửa nằm trong khu vực (bên cạnh Teide) là Viejo Pico. Nó cũng chính là ngọn núi lửa lớn thứ hai trong quần đảo Canary với đỉnh của nó cao 3.135 m.
Vườn quốc gia có diện tích 18.990 ha và được công nhận là di sản thế giới của UNESCO vào ngày 28 tháng 6 năm 2007. Từ cuối năm 2007, nó cũng là một trong 12 bảo vật của Tây Ban Nha. Giữa con đường mòn lên núi là kính thiên văn của Đài quan sát Teide. Xét về lãnh thổ, khu vực này thuộc về khu đô thị của La Orotava.
Teide là vườn quốc gia có lượng khách tham quan nhiều nhất ở Tây Ban Nha, với tổng số 2,8 triệu du khách, theo Viện Canario de Estadística (ISTAC). Trong năm 2010, nơi đây cũng đã trở thành vườn quốc gia thu hút nhiều khách du lịch nhất ở châu Âu và thứ hai trên thế giới . Vườn quốc gia Teide là biểu tượng thiên nhiên nổi tiếng nhất không chỉ của Tenerife mà còn của tất cả các đảo thuộc quần đảo Canary.

## Lịch sử
Vườn quốc gia Teide có một giá trị lịch sử lớn. Nơi này có một ý nghĩa tinh thần quan trọng đối với thổ dân Guanche và các địa điểm khảo cổ quan trọng đã được phát hiện trong vườn quốc gia. Đối với người Guanche, Teide là nơi thờ cúng vì họ nghĩ đó là cổng địa ngục.
Vườn quốc gia này được thành lập vào ngày 22 tháng 1 năm 1954, là vườn quốc gia thứ ba tại Tây Ban Nha. Năm 1981, nó được phân loại lại và thành lập như một đơn vị có chế độ pháp lý đặc biệt. Năm 1989, Ủy hội châu Âu đã trao Văn bằng Châu Âu của Khu bảo tồn ở hạng cao nhất. Việc công nhận và quản lý bảo tồn này sau đó đã được đổi mới vào các năm 1994, 1999 và 2004.
Để kỷ niệm 50 năm ngày thành lập vườn quốc gia thì năm 2002 trên các giấy tờ đã công bố vườn quốc gia là một Di sản thế giới của UNESCO. Vào ngày 28 tháng 6 năm 2007, sau 5 năm làm việc và nỗ lực, UNESCO đã chính thức công nhận vườn quốc gia Teide trở thành Di sản thế giới, trong phiên họp của Ủy ban Di sản thế giới được tổ chức tại thành phố Christchurch, New Zealand. Cuối năm đó, vườn quốc gia cũng được công nhận là 12 bảo vật của Tây Ban Nha.

## Hình ảnh

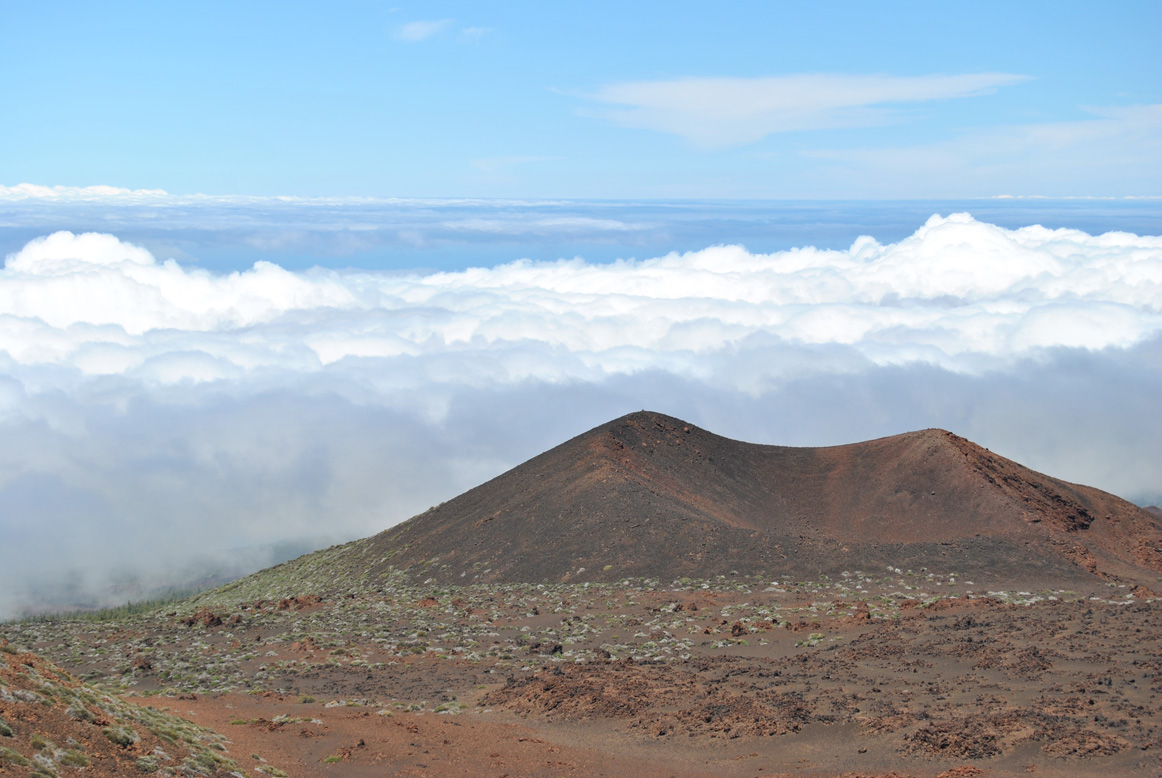
Vườn quốc gia Teide
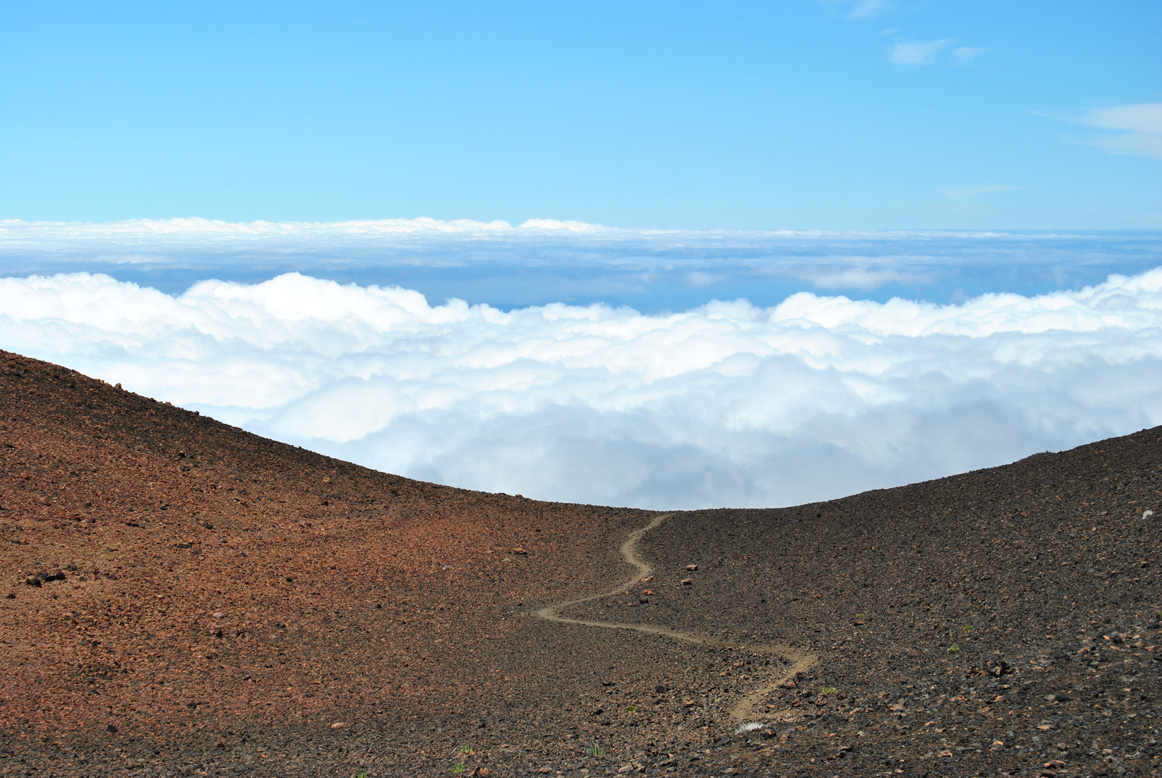
Vườn quốc gia Teide
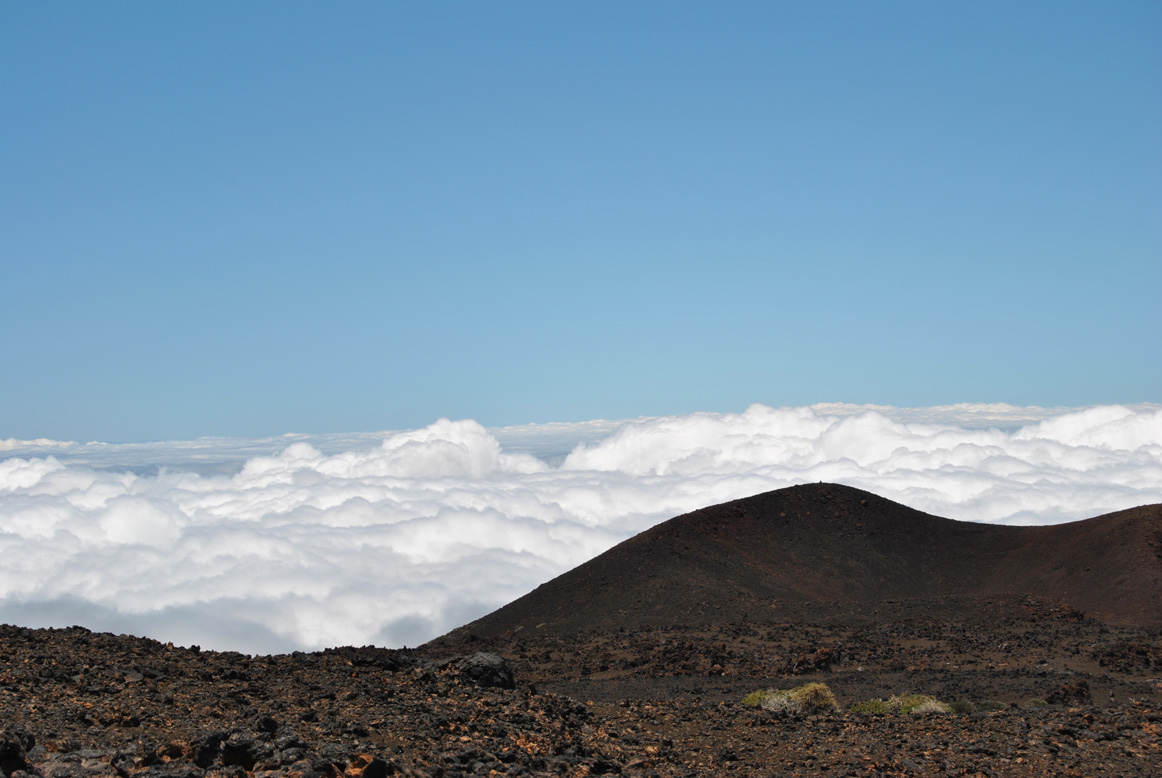
Vườn quốc gia Teide
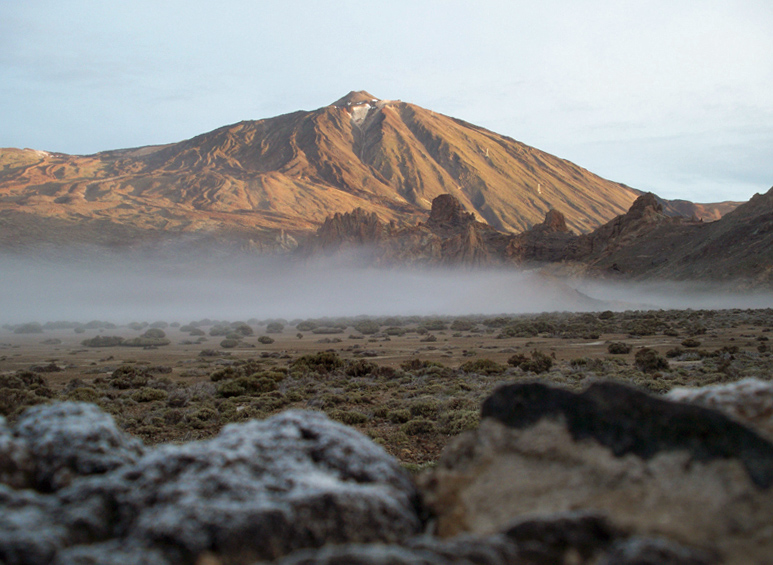
Llano de Ucanca
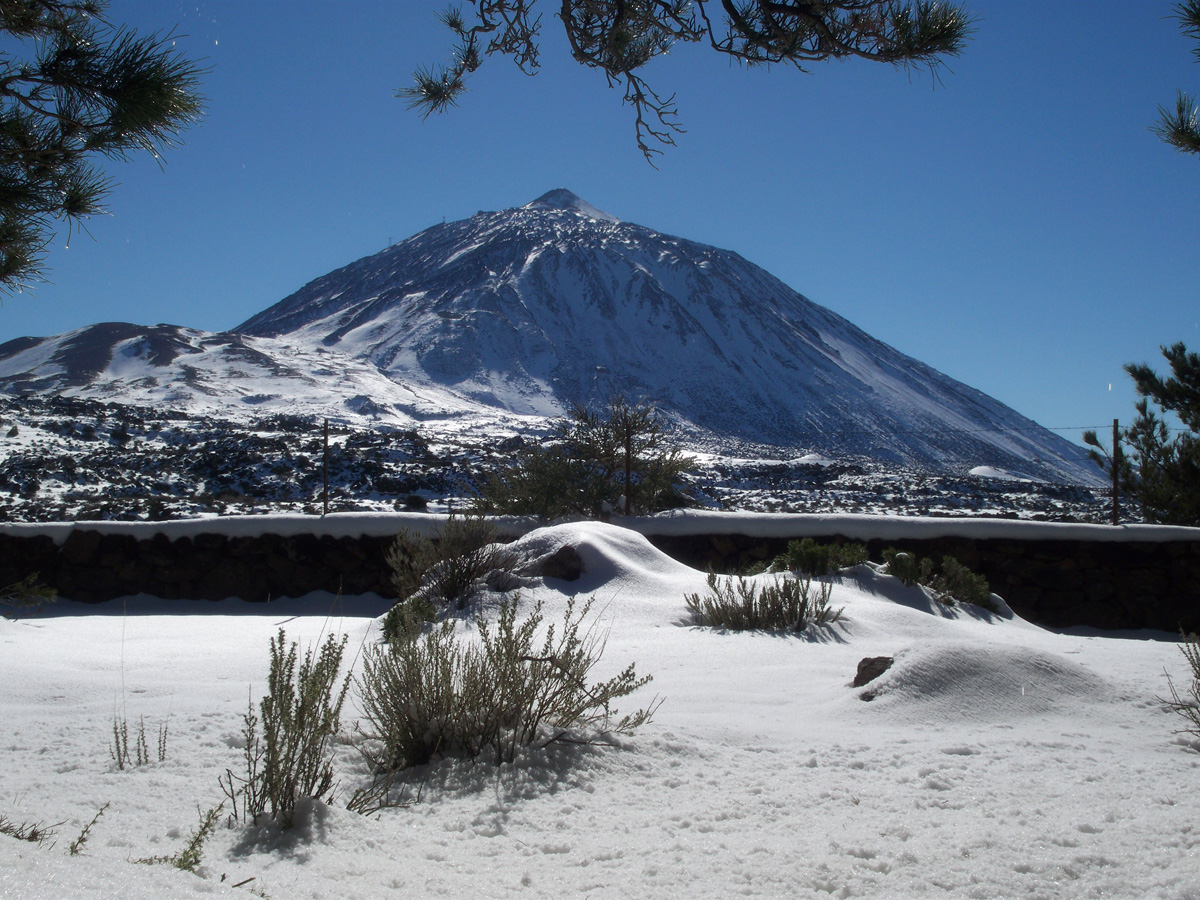
Vườn quốc gia Teide vào mùa đông
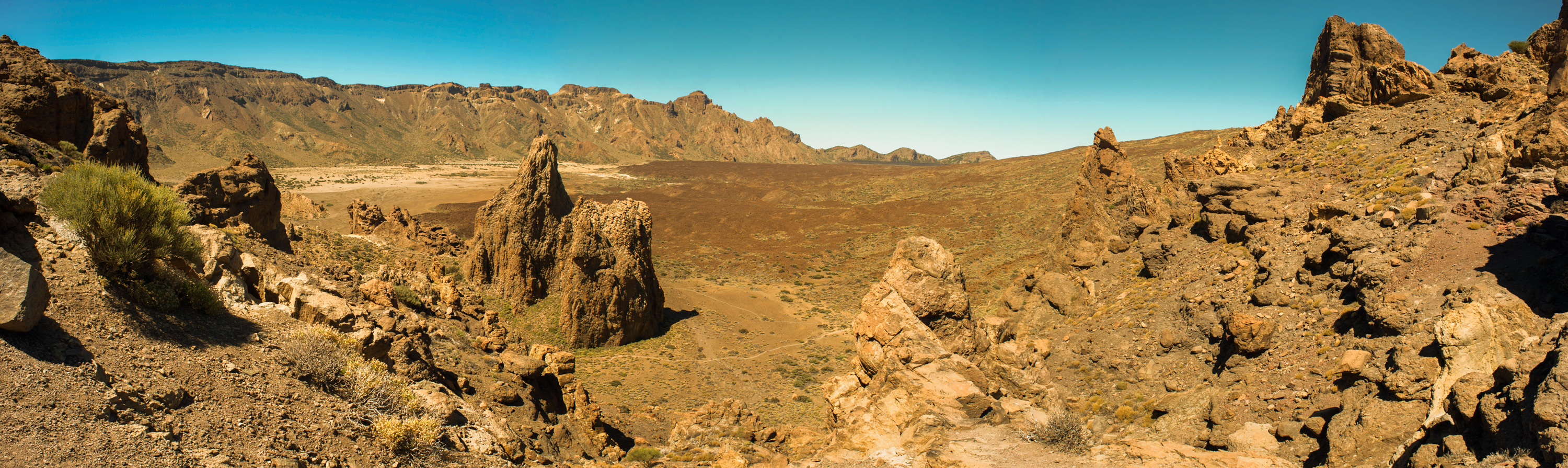
Nhìn toàn cảnh của Vườn quốc gia Teide - Tenerife, quần đảo Canary, Tây Ban Nha, Tây Nam châu Âu
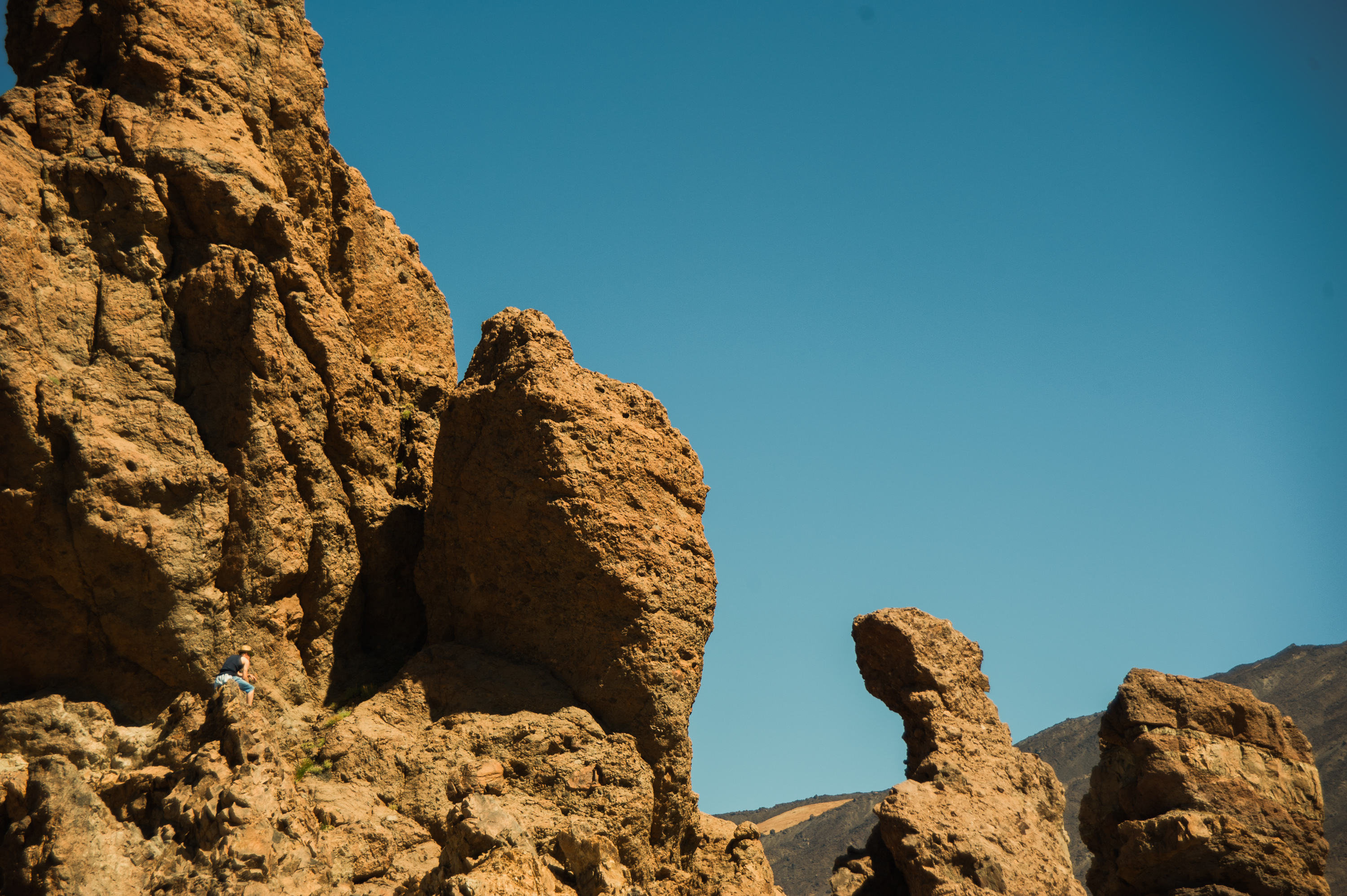
Hình thành đá của Vườn quốc gia Teide - Tenerife, quần đảo Canary, Tây Ban Nha, Tây Nam châu Âu
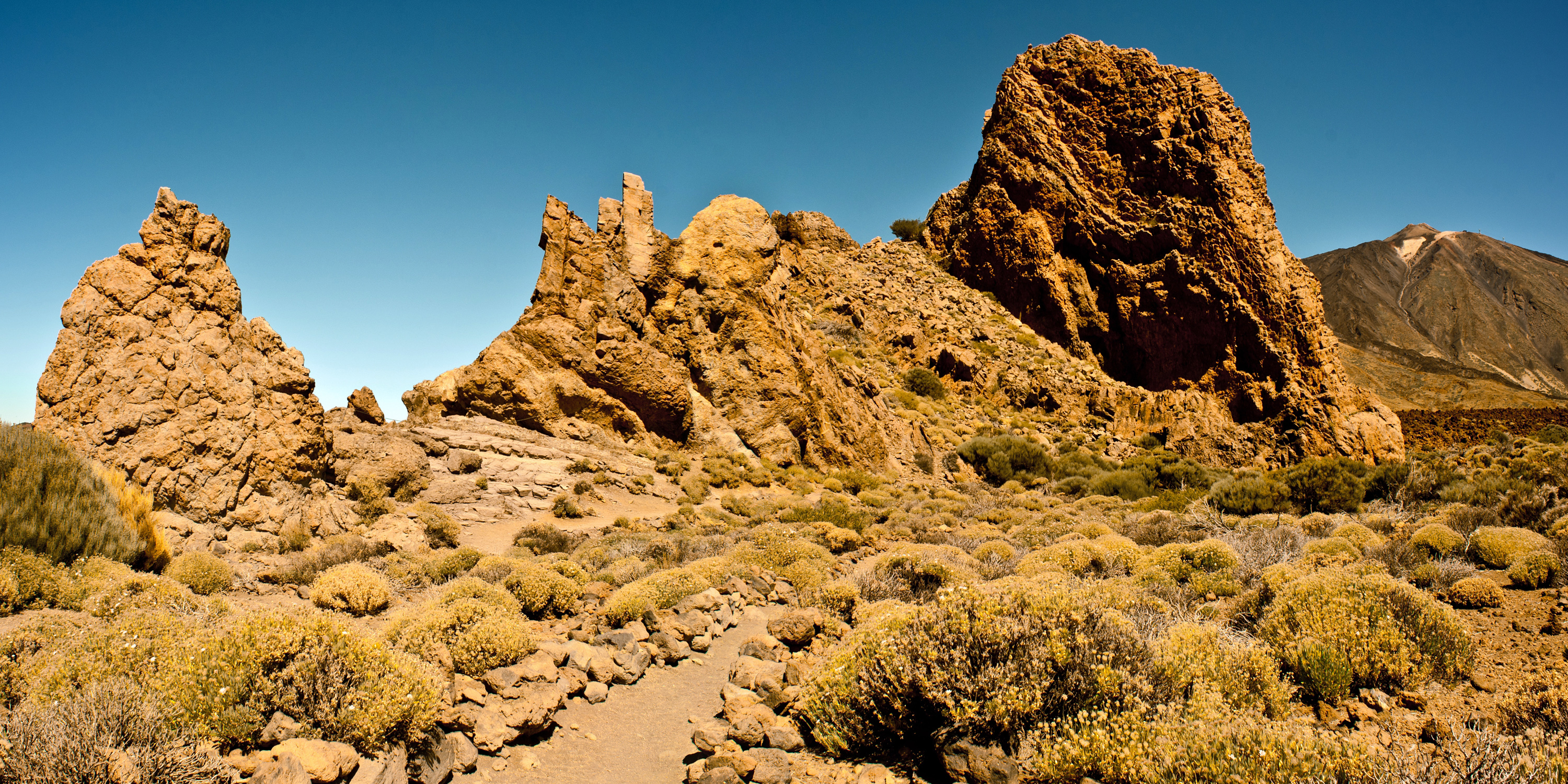
Hình thành đá của Vườn quốc gia Teide - Tenerife, quần đảo Canary, Tây Ban Nha, Tây Nam châu Âu